# I. Katalin ciprusi királynő
I. Katalin (Velence, 1454. április 30./november 25. – Velence, 1510. július 10.), görögül: Αικατερίνη Κορνάρο της Κύπρου, olaszul: Caterina Cornaro, velencei nyelvjárásban: Catarina Corner, franciául: Catherine Cornaro.  Ciprus királynéja, Ciprus régense, Ciprus királynője, címzetes örmény és jeruzsálemi királynő, Asolo úrnője. IV. Alexiosz trapezunti császár dédunokája és Marco Cornaro velencei dózse (ur.: 1365–1368) ükunokája.

## Élete

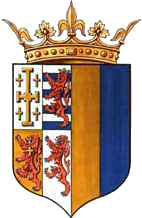
Cornaro Katalin címere: baloldalt található a Lusignan-dinasztia négyosztatú címere: Jeruzsálemi Királyság (balra fent), Lusignan-dinasztia (jobbra fent), Örmény Királyság (balra lent), Ciprusi Királyság (jobbra lent), míg jobb oldalon a Cornaro család sárga-kék címere foglal helyet

Marco Cornaro velencei patrícius és Fiorenza Crispo naxoszi hercegnő lánya volt. Anyai ágon IV. Alexiosz trapezunti császár dédunokája volt. IV. Alexiosz lánya, Eudokia (Valenza) Nicolò/Niccolò Crispo naxoszi herceghez ment feleségül, mely házasságból született Cornaro Katalin anyja, Fiorenza Crispo. Katalin 1472 decemberében feleségül ment II. Jakab ciprusi királyhoz, aki, a törvényes uralkodót, a saját húgát, I. Sarolta ciprusi királynőt űzte el a trónról 1461-ben. A házasságkötést követően Katalin rögtön teherbe is esett, de egy hónappal a gyermek születése előtt 1473. július 7-én II. Jakab király váratlanul meghalt, amit a királyné rokonai ármánykodásának tartottak. 1473. augusztus 28-án megszületett a várva-várt utód, aki III. Jakab néven foglalta el a trónt, a nevében pedig az anyja, illetve a velencei rokonság uralkodott. A kis király azonban a következő évben, 1474. augusztus 26-án egyéves korában meghalt, így a házassági szerződés értelmében Cornaro Katalin foglalta el a trónt, azonban uralma csak névleges volt, a valódi hatalmat a Velencei Köztársaság gyakorolta. Katalinra csak addig volt szükség, amíg a törvényes királynő, Katalin sógornője, Sarolta élt. Halála után másfél évvel Velence közvetlen uralmat valósított meg a szigeten, és 1489. február 14-én lemondatták a királynőt, aki visszatért hazájába és Asolo úrnőjeként élte napjait, és irodalommal és művészetekkel töltötte idejét. Pietro Bembo a ciprusi királynő asolói udvarában lefolyt beszélgetéseket örökítette meg az 1497-ben kezdett munkájában, a „Gli Asolani”-ban, amelyben a szerelem létjogosultságát védelmezi a hagyományos egyházi világnézettel szemben.

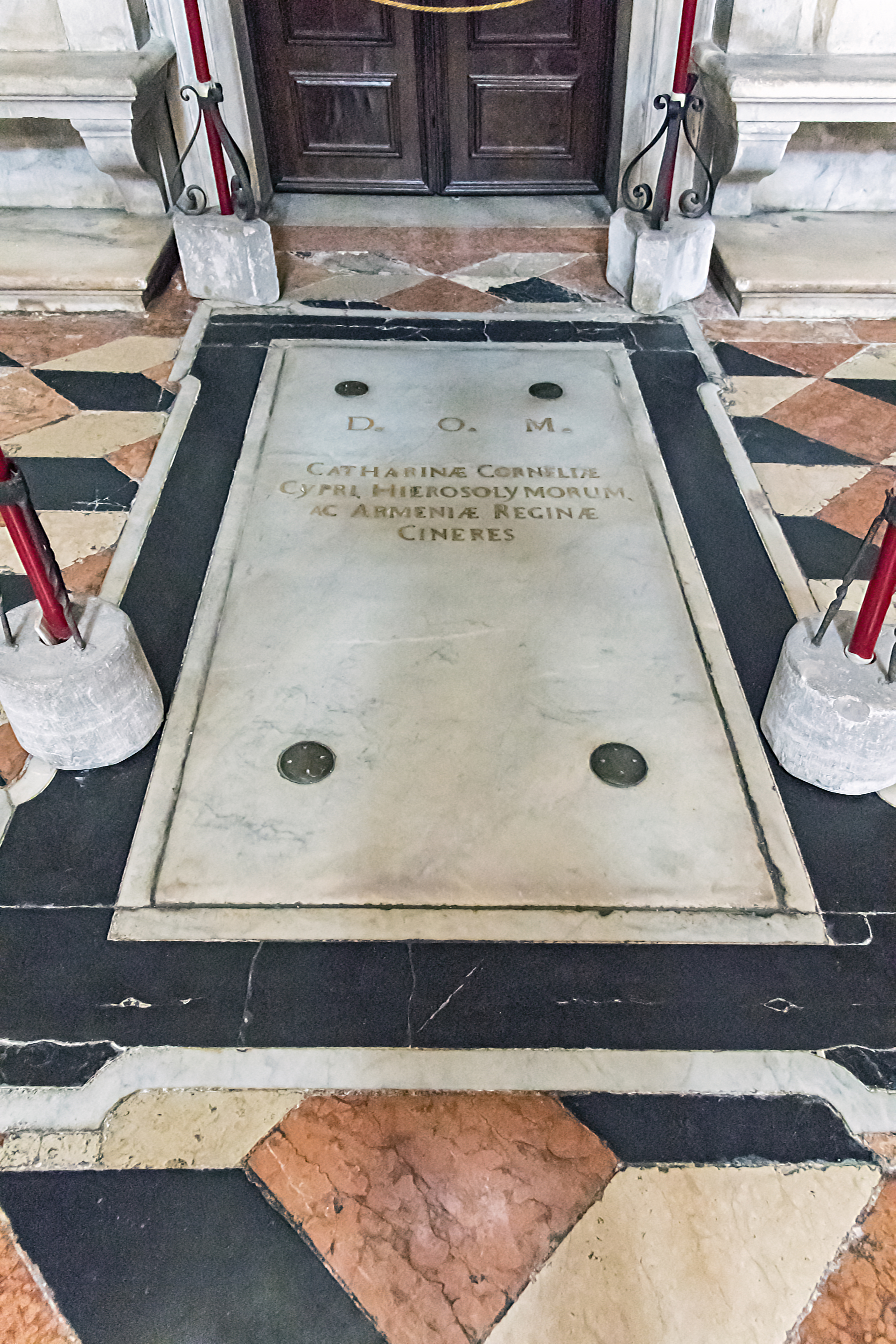
A sírja
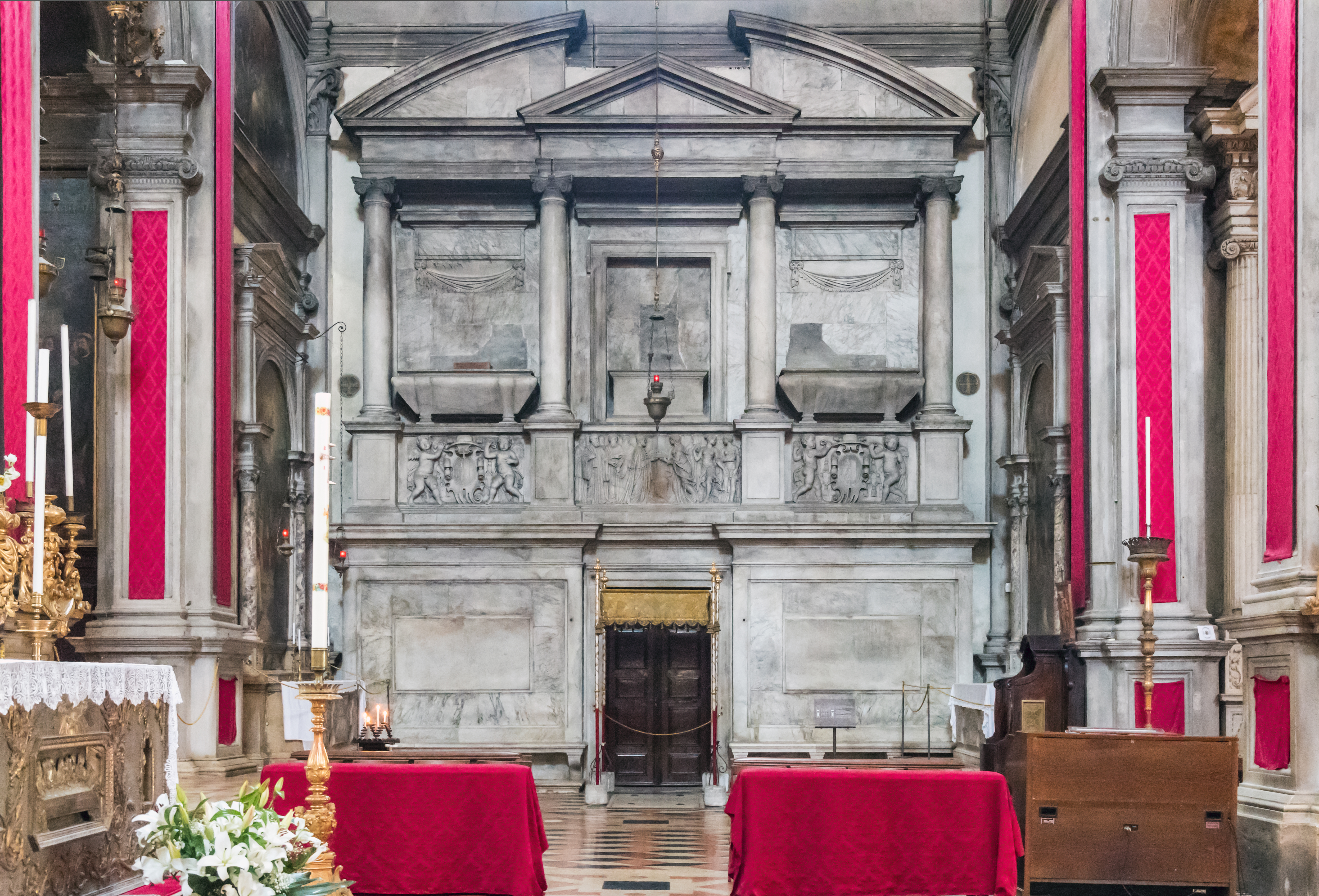
Temetkezési emlékműve

## Alakja a zenében és a képzőművészetben
Gaetano Donizetti Cornaro Katalinról azonos címen (Caterina Cornaro) operát írt, amelyet 1844-ben mutattak be. 
Fáy Gusztávnak az utolsó operája is a királynőről szólt, és a Cornaro Katalin, Ciprus királynője címet viselte, amelyet 1870-ben vittek színpadra. 
Egyik híres képe, melyet Gentile Bellini festett, a Szépművészeti Múzeumban van kiállítva.

## Gyermeke
- Férjétől, II. (Fattyú) Jakab (1438–1473) ciprusi királytól:
  - Jakab (Famagusta, 1473. augusztus 28. – Famagusta, 1474. augusztus 26.), apja halála után született, III. Jakab néven a születésétől a haláláig Ciprus királya